# Percy Buck
Sir Percy Carter Buck (West Ham, Essex, 3 d'octubre de 1871 - Londres, 3 d'octubre de 1947) fou un pedagog, organista, escriptor i compositor anglès.
Cursà els estudis al Royal College of Music, de Londres. Era doctor en Música per la Universitat d'Oxford, fou un celebrat organista i distingit compositor. Des de 1910 fins a 1920 fou professor de música de la Universitat de Dublín, succeint en aquest càrrec Ebenezer Prout, i el 1925 ocupà un lloc semblant en la Universitat de Londres. A més d'un gran nombre de composicions per a piano, orgue, cançons i himnes, va publicar un bell quintet per a instruments d'arc i piano, un altre per a corda sola, un quartet per a piano i corda i una sonata per a violí i piano.
En la seva activa labor educativa i la publicació de llibres didàctics i d'articles en les revistes professionals, va contribuir poderosament al progres de la música a Anglaterra. Com a membre del Comitè editorial per la publicació de la música religiosa anglesa del segle xvi, prestà a aquesta excel·lents serveis, ja que els seus sòlids coneixements contrapuntístics i el seu profund estudi dels autors antics foren guia segura en la reconstitució d'un bon nombre de parts extraviades o destruïdes per l'acció del temps. Entre els seus escrits didàctics i figuren:
- Organ Playing,
- The first year at the organ,
- Acoustic for Musicians,
- Unfigured Harmony.